# Battenberg (Eder)
Battenberg (Eder) – miasto w Niemczech, w kraju związkowym Hesja, w rejencji Kassel, w powiecie Waldeck-Frankenberg, nad rzeką Eder.